# Falahill
Falahill est un village situé dans les Scottish Borders, dans les collines de Moorfoot, dans la paroisse de Heriot et près de la frontière avec le Midlothian. 
À proximité se trouvent Gilston, Heriot Water, Oxton, Soutra Hill et Torquhan. 
La colline située à proximité est à l'origine du nom « Fala » donné au chien présidentiel de Franklin D. Roosevelt, ce dernier l'ayant nommé Murray Outlaw of Falahill, en l'honneur d'un ancêtre écossais originaire du village, John Murray of Falahill. 